# 12900 Rishabjain
12900 Rishabjain è un asteroide della fascia principale. Scoperto nel 1998, presenta un'orbita caratterizzata da un semiasse maggiore pari a 3,1378696 au e da un'eccentricità di 0,1520291, inclinata di 2,95733° rispetto all'eclittica.